# Parque da Sementeira
Parque da Sementeira é um parque brasileiro, situado em Aracaju-Sergipe.
Possui uma superficie de 37.000 m², com árvores nativas.